# Esporte Clube Igrejinha
O Esporte Clube Igrejinha é um clube brasileiro de futebol, da cidade de Igrejinha, no estado do Rio Grande do Sul. Suas cores são azul, vermelho e branco. O mando de campo do clube é o Estádio Alberto Carlos Schwingel, também localizado em Igrejinha.

## Títulos
- Campeonato Gaúcho - 2.ª Divisão: 2 vezes – (1968 e 1980).[4][5]